# ESPN Deportes
ESPN Deportes est une chaîne de télévision câblée du bouquet américain ESPN et un réseau de radios associé à ESPN Radio. Il est destiné à la diffusion d'événements sportifs américains en langue espagnole et sont diffusés en continu aux États-Unis.
La chaîne ne doit pas être confondue avec ESPN Latin America, qui est elle diffusée en Amérique Latine. ESPN Latin America n'est disponible qu'en Amérique Latine et ne diffuse presque aucun des programmes américains pour des raisons de droits de retransmissions.
Comme le reste du réseau ESPN, ESPN Deportes appartient à 80 % à la Walt Disney Company et à 20 % à Hearst Corporation.

## Historique
Le 7 janvier 2004, ESPN Deportes une déclinaison de la chaîne ESPN est lancée pour satisfaire la part croissante de la population hispanophone aux États-Unis.
En 2005, ESPN Deportes devient aussi un réseau de radio associé à ESPN Radio, c'est la naissance de ESPN Deportes Radio.
Le 26 novembre 2009, ESPN Deportes annonce qu'elle diffusera la coupe du monde de football de 2014 aux États-Unis avec des commentaires en portugais alors que les droits en espagnol ont été attribués à Univision Network.
Le 14 février 2011, une version espagnole nommée Nación ESPN du talk-show SportsNation créé en 2009 et basé sur le forum de fans homonyme du site ESPN.com. est lancée sur ESPN Deportes.

## Journalistes notoires
- Vanessa Huppenkothen
- Hugo Sánchez
- Raúl Allegre